# Коровино (Вязниковский район)
Коровино — деревня в Вязниковском районе Владимирской области России, входит в состав Паустовского сельского поселения.

## География
Деревня расположена в 27 км на юго-запад от центра поселения деревни Паустово и в 43 км на юго-запад от города Вязники.

## История
В конце XIX — начале XX века деревня входила в состав Никологорской волости Вязниковского уезда, с 1926 года — в составе Вязниковской волости. В 1859 году в деревне числилось 21 дворов, в 1905 году — 49 дворов, в 1926 году — 37 дворов.
С 1929 года деревня входила в состав Коротихинского сельсовета Вязниковского района, с 1935 года — в составе Сергиево-Горского сельсовета Никологорского района, с 1963 года — в составе Вязниковского района, с 2005 года — в составе Паустовского сельского поселения.

## Население
| 1859 | 1905 | 1926 | 2002 | 2010 | 2021 |
| ---- | ---- | ---- | ---- | ---- | ---- |
| 165  | ↗261 | ↘200 | ↘6   | ↘0   | →0   |